# 宇和島道路
宇和島道路（うわじまどうろ）は、愛媛県宇和島市津島町岩松にある津島岩松インターチェンジ (IC) から、同市高串にある宇和島北ICに至る、高速自動車国道に並行する一般国道自動車専用道路である。
国土開発幹線自動車道の路線名は、四国横断自動車道で、その一部にあたる。
高速道路ナンバリングによる路線番号は、松山自動車道の松山IC - 宇和島北IC間と宇和島道路のほか2路線と高知自動車道（高知IC - 黒潮大方IC間）とともに「E56」が割り振られている。

## 概要
宇和島市内の国道56号の交通混雑と渋滞を緩和し、安全で円滑な交通確保を図ることと、四国・中国地方・近畿地方との広域連携や災害時の緊急輸送道路を目的として建設され、2015年（平成27年）3月21日に全線開通した。
- 路線名 : 一般国道56号 宇和島道路
- 起点[4] : 愛媛県宇和島市津島町岩松
- 終点[4] : 愛媛県宇和島市高串
- 延長 : 17.4 km[注釈 4]
- 規格[4] : 第1種第3級
- 設計速度[4] : 80 km/h
- 車線数[4]
  - 津島岩松IC - 津島高田IC : 2車線
  - 津島高田IC - 宇和島北IC : 4車線
- 道路幅員[4]
  - 津島岩松IC - 津島高田IC : 一般部 10.5 m、高架部 9.5 m
  - 津島高田IC - 宇和島北IC : 一般部 20.5 m、高架部 19.5 m
- 事業費[5] : 1,822億円

## 道路の位置関係
四国横断自動車道
徳島南部自動車道 - 徳島自動車道 - 高松自動車道 - 高知自動車道 - ※須崎道路 - 高知自動車道 - ※窪川佐賀道路 - ※佐賀大方道路 - ※大方四万十道路 - ※中村宿毛道路 - ※宿毛内海道路 - ※津島道路 - ※宇和島道路 - 松山自動車道 - ※大洲道路
※は高速自動車国道に並行する一般国道自動車専用道路。

## 歴史
- 1984年（昭和59年）
  - 1984年（昭和59年）度 : 宇和島南IC - 宇和島北IC間が事業化[4]。
  - 4月 : 宇和島南IC - 宇和島北IC間の都市計画決定[4]。
- 1985年（昭和60年）度 : 宇和島南IC - 宇和島北IC間の用地買収に着手[4]。
- 1987年（昭和62年）度 : 宇和島南IC - 宇和島北IC間が着工[4]。
- 1993年（平成5年）3月26日 : 宇和島朝日IC - 宇和島北IC間が開通[6]。
- 1997年（平成9年）度 : 津島高田IC - 宇和島南IC間が事業化[4]。
- 1998年（平成10年）3月20日 : 宇和島南IC - 宇和島坂下津IC間が開通[7]。
- 1999年（平成11年）6月 : 宇和島高田IC - 宇和島南IC間の都市計画決定[4]。
- 2001年（平成13年）度 : 津島高田IC - 宇和島南IC間の用地買収に着手[2]。
- 2002年（平成14年）度 : 津島高田IC - 宇和島南IC間が着工[2]。
- 2005年（平成17年）
  - 2005年（平成17年）度 : 津島岩松IC - 津島高田IC間が事業化[4]。
  - 7月9日 : 宇和島坂下津IC - 宇和島朝日IC間が開通[8]。
- 2007年（平成19年）度 : 津島岩松IC - 津島高田IC間の用地買収に着手[2]。
- 2008年（平成20年）度 : 津島岩松IC - 津島高田IC間が着工[2]。
- 2010年（平成22年）3月27日 : 津島高田IC - 宇和島南IC間が開通[9]。
- 2014年（平成26年）9月3日 : IC名称が、仮称であった岩松ICから津島岩松ICに決定[2][10]。
- 2015年（平成27年）3月21日 : 津島岩松IC - 津島高田IC間が開通し全線開通[3]。
- 2020年（令和2年）6月30日：この日までに案内上の名称を松山自動車道に変更[11]。

## 路線状況

### 道路管理者
- 国土交通省 四国地方整備局
  - 大洲河川国道事務所 : 宇和島北IC - 津島岩松IC

## 地理

### 通過する自治体
- 愛媛県
  - 宇和島市

### 接続する高速道路
- E56 松山自動車道（四国横断自動車道）（宇和島北ICで直結）
- E56 津島道路（津島岩松ICで直結予定）